# Клитория тройчатая
Клитория тройчатая (лат. Clitoria ternatea) — вечнозелёное травянистое цветковое растение, вид рода Клитория (Clitoria) семейства Бобовые (Fabaceae). Ареал вида охватывает почти всю тропическую часть Азии.
Культивируется как садовое декоративное растение (иногда как комнатное). Используется как лекарственное растение в научной и традиционной медицине. В Австралии используется для рекультивации территорий угольных шахт.

## Название
Латинский видовой эпитет ternatea обычно переводится как «тройчатая» или «тройственная», однако его происхождение связано с названием острова Тернате (Ternate) в Индонезии (центра Тернатского султаната), на котором этот вид впервые был обнаружен.
Общеупотребительные названия клитории тройчатой в английском языке — Butterfly pea («мотыльковый горошек») и pigeon wings («голубиные крылья»). Немецкие общеупотребительные названия растения — Schmetterlings-Erbse («мотыльковый горошек») и Schamblume («срамной цветок»). Тайское название растения — анчан (тайск. อัญชัน), под таким названием оно обычно поступает из Таиланда на российский рынок.

## Биологическое описание
Вечнозелёная травянистая лиана с тонкими побегами, достигающими в длину 3,5 м. Стебли густо облиственные, с коротким опушением.
Листья перистые, ярко-зелёные, обычно из трёх или пяти, иногда из семи листочков; длиной от 2,5 до 5 см, с мелкими линейными прилистниками длиной от 2 до 5 мм. Черешки — от 1,5 до 4 см, с крохотными щетинковидными прилистничками.
Цветки пазушные, относительно крупные, около 5 см в диаметре. Чашечка трубчатая. Венчик — мотылькового типа, при этом парус значительно крупнее остальных четырёх лепестков. Окраска венчика — различных оттенков лилового или синего, отличается у разных сортов; центр цветка (закрыт лепестками) — жёлтый. Встречаются сорта с махровой формой цветков. Вёсла и лодочка образуют плотный гребешок длиной до двух третей диаметра паруса. Опыление осуществляется с помощью насекомых, которые залезают за пыльцой внутрь этого гребешка. Цветоножка перекручена на 180 градусов, поэтому вёсла с лодочкой находятся не в нижней части венчика, как у других растений с венчиком этого типа, а в верхней. Время цветения — с мая по сентябрь.
Плод — линейно-продолговатый сжатый боб коричневого цвета, длиной от 5 до 11 см и толщиной от 7 до 10 мм, с длинным носиком. В одном бобе содержится от 6 до 10 продолговатых семян размером примерно 4 на 6 мм.
Число хромосом: 2n = 16 (может быть также 14 и 15).
|                                                                            |  |  |
| Бутон, цветки, плоды и семена клитории тройчатой. Западная Бенгалия, Индия |  |  |

## Использование

### В медицине
Экстракт из корней клитории тройчатой используется для лечения коклюша.
Растение используется в народной медицине как средство для улучшения памяти, для улучшения кровообращения мозга, для лечения бессонницы и при хронической усталости.
В Индии корни клитории тройчатой используются в аюрведической традиционной медицине.

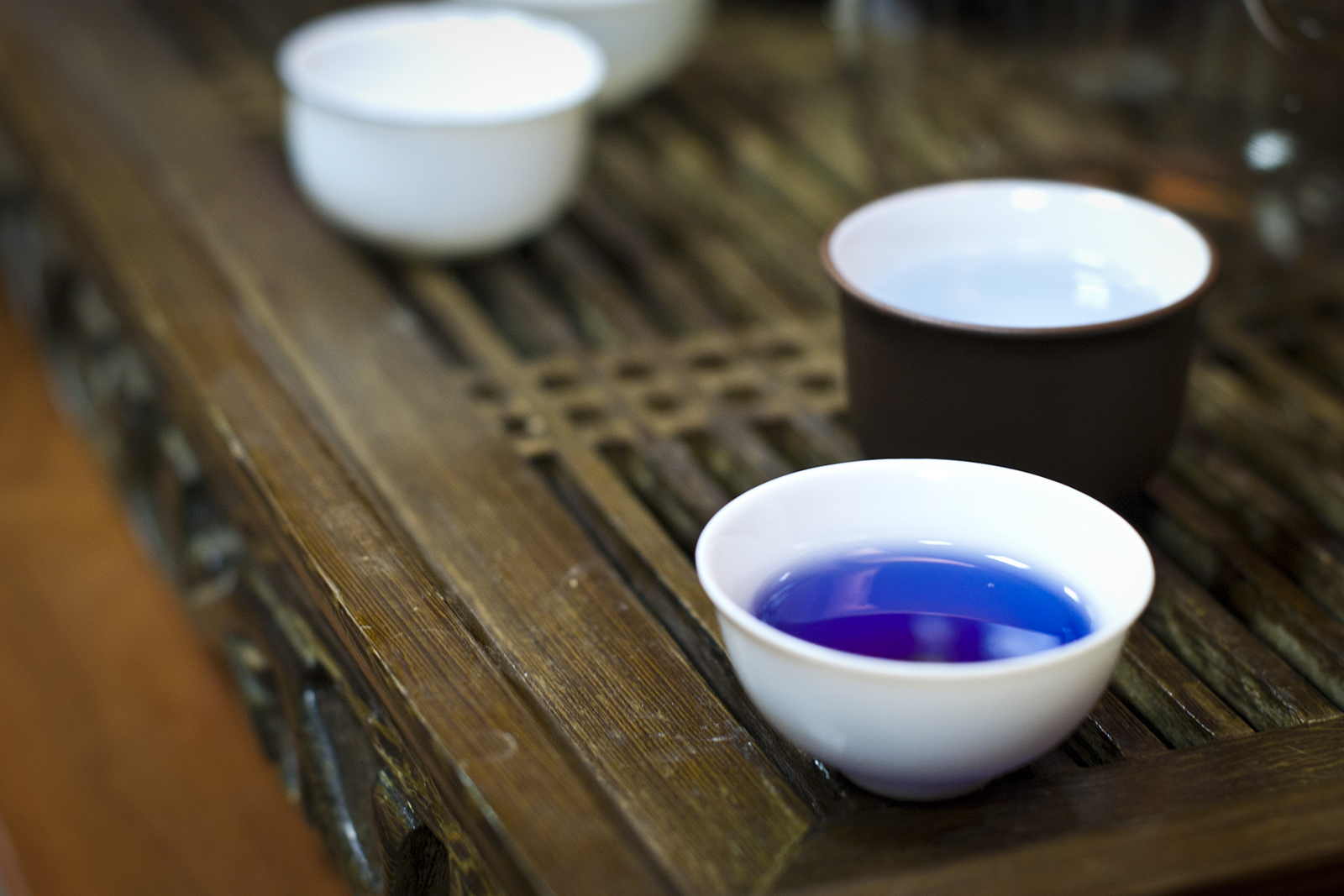
Синий чай из клитории тройчатой

В клитории тройчатой, особенно в её корнях, найдены вещества, которые оказывают сильное стимулирующее воздействие и могут применяться как антидепрессанты, а также для снятия стресса.

### В кулинарии
В Юго-Восточной Азии цветки клитории тройчатой издавна используют в качестве пищевого красителя. К примеру, в малайской кухне экстракт из клитории используется для окраски риса в блюде наси-керабу. В Таиланде из клитории тройчатой производят напиток голубого цвета, называемый nam dok anchan или бабочковый чай.

### В рекультивации
Как и многие другие представители бобовых, клитория способна фиксировать атмосферный азот, поэтому иногда её выращивают для повышения качества земель. Клитория тройчатая, к примеру, в Австралии используется для рекультивации территорий угольных шахт.

### В садоводстве
Клиторию тройчатую выращивают как декоративное растение. Не переносит температуру ниже 10 °C, поэтому в регионах с умеренным климатом её можно выращивать или полностью в закрытом грунте, или часть года в закрытом грунте, а часть — на открытом воздухе. Можно также выращивать клиторию как однолетнее растение.

#### Сорта
Некоторые распространённые сорта:
- 'Blue Sails' — декоративный сорт с махровыми цветками пурпурной окраски[7];
- 'Conchita Clara' и  'Techuana' — сельскохозяйственные высокоурожайные сорта, устойчивые к засухе, используются в Мексике и Гондурасе[5];
- 'Milgarra' — сельскохозяйственный высокоурожайный сорт, выведенный в Австралии[5];
- 'Ultra Marine' — декоративный сорт с тёмно-синими цветками[7].

|                           |  |  |
| Цветки клитории тройчатой |  |  |

#### Агротехника
Растение отличается неприхотливостью и жизнестойкостью. Быстро растёт, рано зацветает после прорастания (уже через 6 недель). Используется как ампельное растение. Выращивается и как комнатное, и как садовое растение (в последнем случае обычно используется для украшения веранд). Если требуется, чтобы растение приобрело компактную форму, его следует прищипывать на ранней стадии развития. Для вьющихся ветвей требуется опора. Весной желательна обрезка.
Лучше всего клитория развивается в суглинистом питательном рыхлом грунте с нейтральной кислотностью, с хорошим дренажом, в условиях умеренной температуры. Растение любит яркий солнечный свет (допустима лёгкая полутень); при недостатке освещения растение не будет цвести. Летом поливать клиторию лучше после некоторой просушки земляного кома, но не следует допускать, чтобы ком пересыхал полностью. С весны до осени растение лучше подкармливать комплексным минеральным удобрением для цветущих растений. Зимой растение лучше содержать при температуре от +10 до +15 ºC и в условиях умеренного полива.
Размножение — семенами весной. Перед посевом их рекомендуется замочить в тёплой воде (например, в термосе) на 10—12 часов; посев следует производить в рыхлую почву. Всходы появляются через одну-две недели после посадки.
Клитория тройчатая не переносит температуру ниже 10 ºC, поэтому в регионах с умеренным климатом её можно выращивать или полностью в закрытом грунте, или часть года в закрытом грунте, а часть — на открытом воздухе (либо пересаживая, либо перемещая в контейнерах). Можно также выращивать клиторию как однолетнее растение.
Зоны морозостойкости — от 10 до 12.
Болезни и вредители
Растение неустойчиво к поражению клещами, поэтому требует обработки препаратами от этих вредителей.
|                                       |  |
| Клитория тройчатая. Гавайские острова |  |

## Таксономия и классификация
Первое действительное описание этого вида растений было опубликовано Карлом Линнеем во втором томе первого издания его работы «Виды растений» (Species plantarum, 1753); он включил его в род Clitoria и присвоил ему видовой эпитет ternatea. Линней описал вид тремя словами (посредством указания рода и очень краткой «дифференции», состоящей всего из одного признака, по которому это растение можно отличить от других растений этого же рода): Clitoria foliis pinnatis («Клитория с перистыми листьями»). В соответствии с половой системой классификации, которую Линней использовал в Species plantarum, вид был отнесён к XVII классу (Diadelphia, Двубратственные — то есть сросшиеся тычинками в два пучка), а внутри класса — к порядку Decandria (Десятитычинковые).

### Синонимы
По информации базы данных Plants of the World Online  (по состоянию на начало 2023 года), в синонимику вида входят следующие названия:
Гомотипные синонимы
- Clitoria spectabilis Salisb. (1796), nom. superfl.
- Nauchea ternatea (L.) J.T.Descourt. (1826)
- Ternatea ternatea (L.) Kuntze (1898), not validly publ.
- Ternatea vulgaris Kunth (1824)

Гетеротипные синонимы
- Clitoria albiflora Mattei (1908)
- Clitoria bracteata Poir. (1811)
- Clitoria mearnsii De Wild. (1925)
- Clitoria parviflora Raf. (1832)
- Clitoria philippensis Perr. (1825)
- Clitoria tanganicensis Micheli (1897)
- Clitoria ternatea var. alba Berhaut (1954)
- Clitoria ternatea f. albiflora (Voigt) Fantz (1990)
- Clitoria ternatea var. albiflora Voigt (1845)
- Clitoria ternatea var. angustifolia Hochst. ex Baker f. (1929)
- Clitoria ternatea var. bracteata (Poir.) DC. (1825)
- Clitoria ternatea f. fasciculata Fantz (1990)
- Clitoria ternatea f. leucopetala Fantz (1995 publ. 2000)
- Clitoria ternatea var. major Paxton (1847)
- Clitoria ternatea var. pleniflora Fantz (1990)
- Clitoria ternatea f. subpolyadelpha Fantz (1995 publ. 2000)
- Clitoria ternatensium Crantz (1766)
- Clitoria zanzibarensis Vatke (1878)
- Deguelia javanica (Miq.) Taub. (1891)
- Derris javanica Miq. (1855)
- Lathyrus spectabilis Forssk. (1775)
- Nauchea bracteata Dupuis ex J.T.Descourt. (1826)
- Phaseolus clitorius Noronha (1790), nom. nud.
- Pterocarpus javanicus (Miq.) Kuntze (1891)
- Ternatea indica J.St.-Hil. (1805)
- Wisteria dubia Walp. (1843)
- Clitoria ternatea f. albiflora (Mattei) Chiov. (1916), nom. illeg.
- Clitoria ternatea f. flaviflora Chiov. (1916)